# Grüne Alte
Grüne Alte ist eine Senioren-Organisation von der Partei Bündnis 90/Die Grünen nahestehenden Senioren. Der Verein wurde 2004 gegründet und hat seinen Sitz in Berlin.

## Ziele und Mitglieder
Der Verein hat sich zum Ziel gesetzt, die Interessen älterer Menschen zu formulieren und in Partei und Gesellschaft zu vertreten. Weiterhin sollen die besonderen Qualitäten älterer Menschen nutzbar gemacht werden. Beitreten können Personen, die älter als 50 Jahre sind. 2018 lag das Durchschnittsalter in der Partei bei 49 Jahren.

## Europäische Ebene
Der Verein ist Teil des Europäischen Netzwerks Grüner Senioren (engl. European Network of Green Seniors, ENGS), das aus acht Seniorenorganisationen europäischer Grüner Parteien in sieben Ländern besteht. Die Gründung dieses Netzwerks erfolgte am 7. Dezember 2003 in Brüssel zum Zweck der Zusammenarbeit der Organisationen auf europäischer Ebene und eines größeren Einflusses der Interessen Grüner Senioren im Europäischen Parlament.

## Länderebene
In den Bundesländern ist die Situation der „Grünen Alten“ sehr verschieden. In einigen – etwa Bayern (seit 2019) oder Baden-Württemberg (seit 2015) – bestehen sie als Landes-Arbeits-Gemeinschaft (LAG), in anderen sind sie nur regional organisiert (Köln, Mönchengladbach). Wie bei der Mutterpartei wachsen auch die Mitgliederzahlen der GA stark, so dass sie eine zunehmend wichtigere Rolle in der Partei spielen.
Die LAG Baden-Württemberg hat derzeit eine Sprecherin, einen Sprecher und ein neunköpfiges Kernteam. Sie strebt an, in möglichst allen Kreisverbänden des Landes Senioren-Arbeitskreise oder zumindest einen Seniorenvertreter zu implementieren, die die Verbindung zur LAG herstellen. Zu den derzeit behandelten Themen gehören Mobilität, Digitalisierung, Wohnen, Age friendly cities und Pflege.